# Piotr Kapias
Piotr Marek Kapias (ur. 27 kwietnia 1947 w Katowicach zm. 18 października 2020) – polski metalurg, dr hab. inż.

## Życiorys
Studiował w Akademii Górniczo-Hutniczej. Obronił pracę doktorską, 1 kwietnia 2008 uzyskał stopień doktora habilitowanego. Został zatrudniony na stanowisku profesora w Instytucie Metali Nieżelaznych. Był profesorem nadzwyczajnym i kierownikiem w Katedrze Metalurgii na Wydziale Inżynierii Materiałowej i Metalurgii Politechniki Śląskiej.
Zmarł 18 października 2020.